# Serge Chiesa
Pour les articles homonymes, voir Chiesa.
Serge Chiesa est un footballeur français né le 25 décembre 1950 à Casablanca (Maroc). Il a occupé le poste de milieu de terrain avec l'Olympique lyonnais et avec l'équipe de France. 

Fort caractère, il quitte la formation nationale en 1974 sur un coup d'éclat, malgré une sanction de 5 000 francs et une suspension de deux matchs. 

« Je suis ici sur l'ordre de mes dirigeants et de mon entraîneur Aimé Mignot. Mais je préfère vous prévenir que je ne vais pas rester. »

## Biographie
Serge Chiesa est pour toujours le joueur qui a dit non, à 3 jours d'un match éliminatoire de l'Euro 1976 (Belgique-France du 12 octobre 1974) : il fait sa valise et quitte le rassemblement de l'équipe de France sous les yeux de Stefan Kovacs, le sélectionneur des Bleus. La décision de Chiesa est étonnante et irrévocable. Entré en équipe de France à 18 ans et demi, il était promis au plus bel avenir international mais dans une sélection nationale qui se cherche, il n'apprécie plus les relations entre joueurs. Jamais, il ne reviendra sur sa parole même lorsque Michel Hidalgo souhaite l'associer à Michel Platini. 
Le lutin de Gerland ne se consacre plus alors qu'à son club de toujours, l'Olympique lyonnais.
Né au Maroc, formé à l'AS Montferrand, club plus connu pour son rugby que pour son football, par Jules Sbroglia, ce génie du dribble, doté d'une technique rare est repéré en Équipe de France juniors par les recruteurs de Lyon. Il aurait logiquement dû rejoindre l'AS Saint-Étienne le club le plus proche. Mais l'OL l'attire et il préfère le confort du club du Rhône où, dit-il, « il sera sûr de jouer. » Sa technique est un régal pour les yeux. Même les milieux défensifs les plus durs par respect n'osent pas le toucher. Il a marqué l'Olympique Lyonnais, tout en discrétion. Entre Saône et Rhône, il remporte le seul titre de sa carrière : la Coupe de France en 1973 aux côtés de Fleury Di Nallo. 
Au total, il dispute 475 matches, et inscrit 120 buts en D1 avant de se retirer en D2 à Orléans, puis de tenter d'implanter le football professionnel à Clermont-Ferrand, au Clermont FC.
En 1989, il raccroche les crampons pour se consacrer à ses affaires dans le textile. Il tient ensuite pendant 21 ans un tabac presse à Riom jusqu'à sa retraite.
En 2022, le magazine So Foot le classe dans le top 1000 des meilleurs joueurs du championnat de France, à la 54e place.

## Parcours en club
- 1960 - 1969 : AS Montferrand ( France)
- 1969 - 1983 : Olympique lyonnais ( France)
- 1983 - 1985 : US Orléans ( France)
- 1986 - 1989 : Clermont FC ( France)

## Palmarès

### En club
- Vainqueur de la Coupe de France en 1973 avec l'Olympique lyonnais
- Vainqueur du Challenge des Champions en 1973 avec l'Olympique lyonnais
- Finaliste de la Coupe de France en 1971 et en 1976 avec l'Olympique lyonnais

### En équipe de France
- 12 sélections et 3 buts entre 1969 et 1974

### Distinctions individuelles
- Joueur le plus capé de l'Olympique lyonnais[5] avec 542 matchs toutes compétitions confondues, dont 475 en Division 1 (+2 matchs de barrage)
- Élu meilleur milieu de terrain de la saison par France Football en 1976

### Statistiques
- 475 matchs et 131 buts en Division 1
- 74 matchs et 11 buts en Division 2
- 4 matchs en Coupe d'Europe des Vainqueurs de Coupe
- 5 matchs en Coupe de l'UEFA